# Fuori dal giorno
Fuori dal giorno è un film italiano del 1982 scritto e diretto da Paolo Bologna.

## Trama
Leo non riesce a concludere niente nel difficile rapporto con la fidanzata, e nemmeno nel film che sta realizzando col suo amico Ennio, né con i ricchi clienti del suo piccolo traffico di cocaina. A fine giornata rischia di essere arrestato, ma la polizia prende invece un suo sprovveduto amico.

## Produzione
Il piccolo film d'esordio (costato soltanto 35 milioni di lire), fu ben accolto , insieme al suo protagonista maschile, dalla critica italiana ed internazionale; certo perché il protagonista stesso, Leo, era un regista indipendente, che per la ridottissima troupe e budget produttivo (da 1 a 5 persone), che le tecniche di ripresa con lenti hi-speed con pochissime luci aggiunte, il tutto decisamente desueto nel cinema ufficiale. Il film è stato girato con una piccola cinepresa in stile guerrilla filmaking, nei bar e per la città, con comparse inconsapevoli di essere riprese. Per chiudere il montaggio del film, durato più di un anno, fu aiutato dall'amico Silvano Agosti.

## Festival cinematografici
- Festival internazionale Cinema giovani 1982 [6]
- Premio Ischia 1983
- Festival di Monaco di Baviera 1983
- Festival di Bellaria del cinema indipendente 1984
- Annecy cinéma italien 1984 - In concorso